# 신혁 (축구 선수)
신혁(1992년 7월 3일 ~ )은 조선민주주의인민공화국의 축구 선수이다. 포지션은 골키퍼이다. 현재 기관차체육단 소속이다.